# Super Street Fighter IV
Super Street Fighter IV Sūpā Sutorīto Faitā Fō (スーパーストリートファイター IV) és un videojoc de lluita produït per Capcom. És una versió actualitzada de Street Fighter IV i s'ha dit que marcarà el final definitiu de la quarta entrega de la saga Street Fighter.
Després d'haver estat considerada com una actualització massa gran per ser comercialitzat com contingut descarregable, el joc es va convertir en un títol independent, però amb un preu inferior al d'un joc complet.
Va ser comercialitzat el 27 d'abril del 2010 en Amèrica, el 28 d'abril del 2010 en el Japó, i el 30 d'abril del 2010 en Europa. Super Street Fighter IV es diu que serà comercialitzada en la 3DS de Nintendo amb funcionalitat 3D. El joc va acabar sortint amb la consola.

## Jugabilitat
Com a Street Fighter IV, Super Street Fighter IV compta amb fons i personatges en 3D jugats en un pla 2D. Les addicions exclusives com Focus-Attacks i els comptadors separats per Super i Ultra Combos tornen al joc. L'estàndard Ultra Combo i els moviments no s'han modificat des del Street Fighter IV. Tots els personatges tenen almenys dos Ultra Combos. Tanmateix, només es pot seleccionar un Ultra a la vegada d'una manera similar al sistema Super Arts de la saga Street Fighter III. Per utilitzar un Super Combo o un Ultra Combo, els comptadors respectius han de ser plens. El comptador Ultra es carrega quan el jugador és colpejat i, per tant, també es pot anomenar comptador de "venjança". El comptador Ultra Combo és el que està al costat del comptador Super Combo.
L'objectiu és esgotar el comptador de la salut de l'adversari abans que s'acabi el temps. El jugador guanya una ronda si esgoten el mesurador de la salut del seu oponent o tenen més salut que el seu oponent quan el temps s'acabi. Si els dos jugadors esgoten els seus comptadors a la mateixa hora o que contenen la mateixa quantitat quan finalitza el temporitzador rodó, es traduirà en un "doble KO" o en un sorteig que donarà a tots dos jugadors una victòria rodona. Si no hi ha un guanyador clar en el partit final, es traduirà en un "joc de sorteig" (durant el joc en línia, els dos jugadors perdran punts de batalla, i els punts del jugador, en el resultat d'un partit de sorteig).
Similar a les entrades anteriors, Super Street Fighter IV es juga amb un sistema direccional de vuit sentits, que permet als jugadors saltar, agafar-se i moure's cap a fora i oposar-se als oponents. En general, hi ha sis botons d'atac per a ordres de cops i cops de puny amb tres de cada tipus, que difereixen en la força i la velocitat. Igual que els dos darrers jocs de la saga Street Fighter III, les captures es realitzen pressionant ambdós atacs lleugers, mentre que les provocacions es realitzen prement els dos atacs pesats simultàniament.
Quan es juga en el mode d'un sol jugador, si està activat, hi ha escenaris de bonificació addicionals permetent rebre punts addicionals similars a Street Fighter II. El primer repte consisteix a destruir un cotxe, mentre que el segon els jugadors han de trencar tants barrils com puguin.
Super Street Fighter IV disposa de modes del joc original, incloent-hi "Arcade", "Versus", "Training", i "Trials". El joc inclou uns quants modes addicionals en línia apart de les batalles Ranked. Un "Team Battle" pot tenir fins a 4 jugadors per equip per lluitar contra un altre grup. "Endless Battle" té el guanyador jugant contra un grup rotatiu de fins a 8 jugadors. Per reemplaçar el "Championship Mode" de Street Fighter IV, el "Tournament" permet als jugadors competir en un petit torneig d'eliminació. "Replay Channel" permet als jugadors veure i guardar repeticions de diversos combats de tot el món.

## Ports

### VersióArcade
Durant el torneig del Super Street Fighter IV el 04 d'abril del 2010 al Japó quan va finalitzar s'havia anunciat que primer anava a sortir una versió Arcade que s'està duent a terme la prova durant el 23 de juliol al 8 d'agost s'ha confirmat que el joc Arcade es podrà usar el sistema de targeta NESYS que uso el joc anterior que els jugadors podran mantenir les seves estadístiques que han tingut guardades.
S'ha confirmat que dos personatges més faran presència en la versió Arcade durant l'esdeveniment del Tokio Game Show al setembre es van confirmar que van ser Yang i Yun, s'ha dit que el joc aquesta encara en desenvolupament i que solament s'està llançat una versió prova coneguda com a "Arcade Edition", s'ha dit que a part de Yang i Yun podrien fer presència altres 4 personatges més que serien presentats amb data desconeguda, els altres dos que van ser confirmats durant una presentació de gener del 2011 va arribar a tractar-se d'Evil Ryu i Oni Akuma encara que la seva revelació és confusa, va haver-hi usuaris que van arribar a pujar videos a Youtube sobre la presentació d'aquests personatges el qual aquests videos van ser esborrats per reclamació de Copyright de la companyia Capcom donant entendre que primer l'aparició dels personatges no arribaria a ser oficial perquè es creia que eren personatges desbloquejables el qual gent que va assistir a l'esdeveniment va veure que no va anar així a part de tenir una animació final cada personatge, s'ha confirmat de part del productor que els nous personatges que integrarien en la versió Arcade no tindrien una animació d'introducció o final com els altres a causa de les limitacions d'espai que tenen en el joc, malgrat això s'ha arribat a confirmar que Yang i Yun si posseeixen un final animat de la versió Arcade Edition parlat en japonès.
L'última novetat sobre aquesta versió Arcade és que ja no estarà disponible solament en els sistemes d'Arcàdia, un video que s'ha filtrat a la xarxa creat per Capcom, ha confirmat que la versió de les consoles Xbox 360 i Playstation 3, Super Street Fighter IV, serà canviat per mitjà d'una actualització massiva a Super Street Fighter IV Arcade Edition. En el video es va mostrar que els personatges Yun, Yang, Evil Ryu i Oni, estaran disponibles com a contingut descargable per a aquestes consoles amb vestits alterns i les seves respectives introduccions i finals. Amb aquesta actualització també es modificarà el balanceig de tots els personatges i diverses millores al canal de repeticions, permetent als jugadors buscar repeticions d'altres usuaris en línia pel seu nom. També podran enviar les repeticions que triïn a altres jugadors i es crearà un canal especial on es podran observar les repeticions únicament dels usuaris amb més de 3000 punts de jugador.
El joc novament compta amb un nou pack de contingut descarregable (DLC) per a aquesta versió, on contindrà 5 nous personatges entre ells són, Elena, Rolento, Hugo i Poison el cinquè caràcter seria sent un de nou que mai a sortit en la franquícia de Street Fighter fins al moment es desconeix qui és, contindrà sis nous escenaris, el preu estimat pugui costar entre $15 a 40$ dòlars, la data de sortida és per a principis de l'any 2014 que sortirà per a les seves respectives consoles i per al PC.
Per part de la companyia Capcom ha confirmat que aquest joc seria l'última versió del Super Street Fighter IV i on arribaria a donar per finalitzada la saga des d'on va començar el Street Fighter IV.

### Versió Nintendo 3DS
En aquesta versió portàtil de la consola de Nintendo es va arribar a mantenir les mateixes característiques de les versions del Playstation 3 i Xbox 360. Però inclou a més una nova funció de poder canviar l'angle de càmera de la pantalla coneguda com a Dynamic Mode (manera dinàmica), per mitjà de la qual es pot jugar amb perspectiva en tercera persona. Aquesta funció accentua l'efecte estereoscòpic 3D d'aquesta versió. La versió per la Nintendo 3DS solament inclou als personatges inclosos en les versions per a les consoles i no estan disponibles els que van sortir en la versió de l'Arcade Edition.
El joc té dues maneres de jocs principals, la manera arcade per 1 jugador i la manera versus on es poden sostenir combats contra altres jugadors per mitjà de connexió local o per connexió Wi-fi. El joc té dues maneres de control, la manera Lite utilitza la pantalla tàctil per realitzar tècniques avançades de baralla d'una forma senzilla. La manera Pro elimina l'ús de la pantalla tàctil i les tècniques de baralla han de dur-se a terme manualment.
La data de sortida del joc al Japó, va ser el 26 de febrer del 2011. La seva sortida al mercat Europeu va ser el 25 de març del 2011. La seva venda a Amèrica es va dur a terme el 27 de març del 2011.
El joc des de la seva sortida ha arribat a vendre al voltant d'un milió d'unitats a tot el món arribant a ser entre un dels primers jocs més venuts de la consola del Nintendo 3DS.

## Rebuda
IGN va donar a Super Street Fighter IV una puntuació de 9.0 i un premi Editor's Choice, anomenant-lo "una versió superior d'un dels millors jocs de lluita ... amb un mode en línia molt més desenvolupat que la versió original". GameTrailers va donar el joc un 9,3, elogiant-lo per les seves millores respecte a l'original.
Jeff Gerstmann de Giant Bomb va donar el joc un 5/5 dient que "Super Street Fighter IV afegeix suficient contingut nou per justificar el salt a pasos de 'Champion Edition' i 'Hyper Fighting' al camí d'actualització de Street Fighter." GameSpot va donar el joc un 9.0, comentant que "Super Street Fighter IVqueda amb llistó alt respecte del seu predecessor. La seva àmplia i diversa plantilla de personatges, els seus ajustaments d'equilibri i el seu ampli joc en línia reafirmen el seu lloc com un dels millors jocs de lluita d'aquesta generació, i és una digne actualització, fins i tot si sou el propietari de la versió de l'any passat" Al 2011, Complex el va classificar com el 40è millor joc de lluita de tots els temps. Al 2019, Game Informer el va classificar com el 10è millor joc de lluita de tots els temps.
Computer and Video Games va donar a l'edició de 3DS una puntuació de 9,0, lloant el seu atractiu tant per als jugadors experimentats com per als jugadors ocasionals, a més de tenir tant contingut com el seu homòleg de consola. Kotaku també va elogiar el port, dient "si vols comprar un joc 3DS, agafa aquest."
En el seu número d'octubre de 2013, Edge va concedir retroactivament al joc un desavatat deu sobre deu, un dels només vint-i-tres jocs en aconseguir aquesta puntuació perfecta en la història dels vint anys de la revista.